# کلیسای کاندلاریا

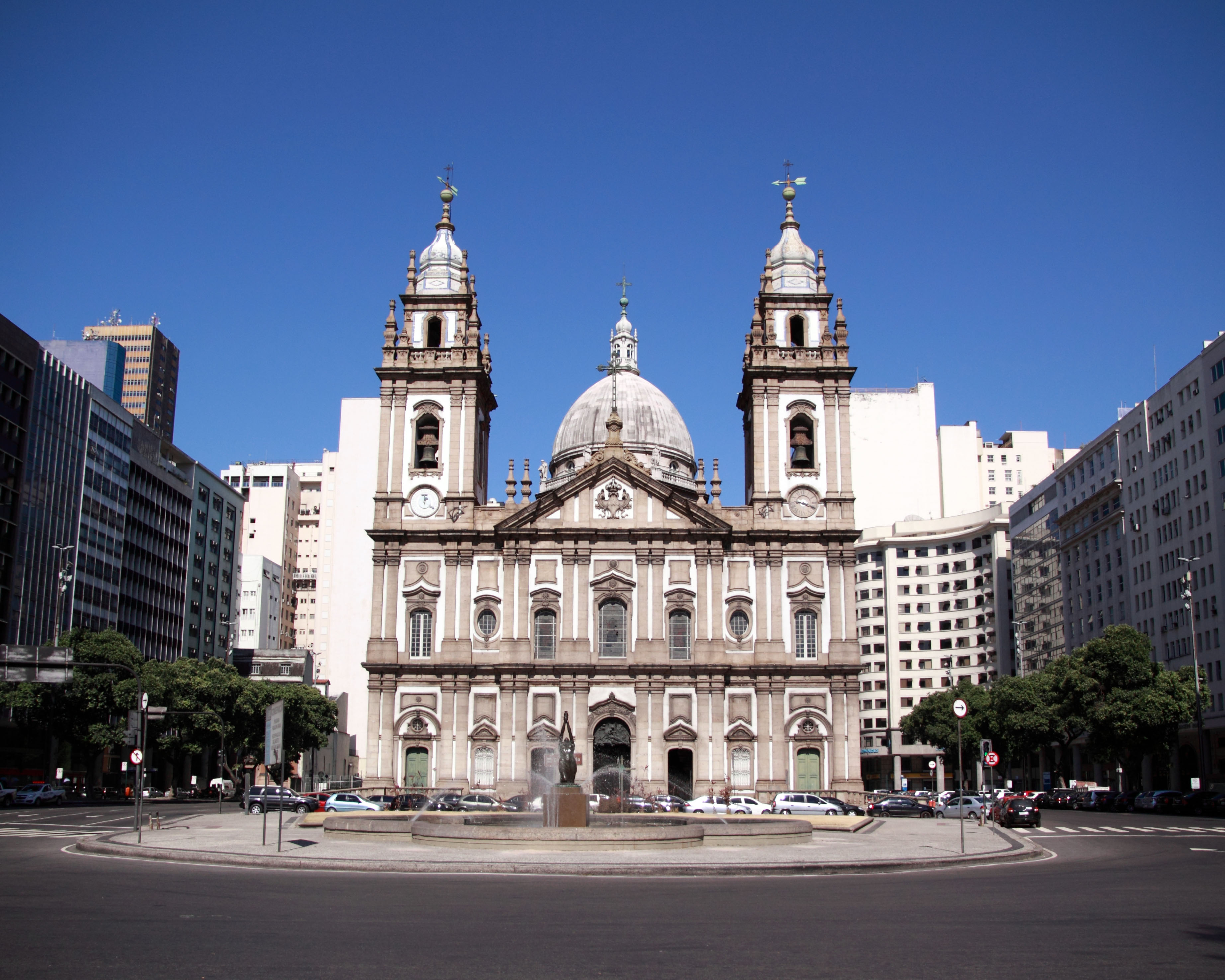
نمای کلیسا کاندلاریا

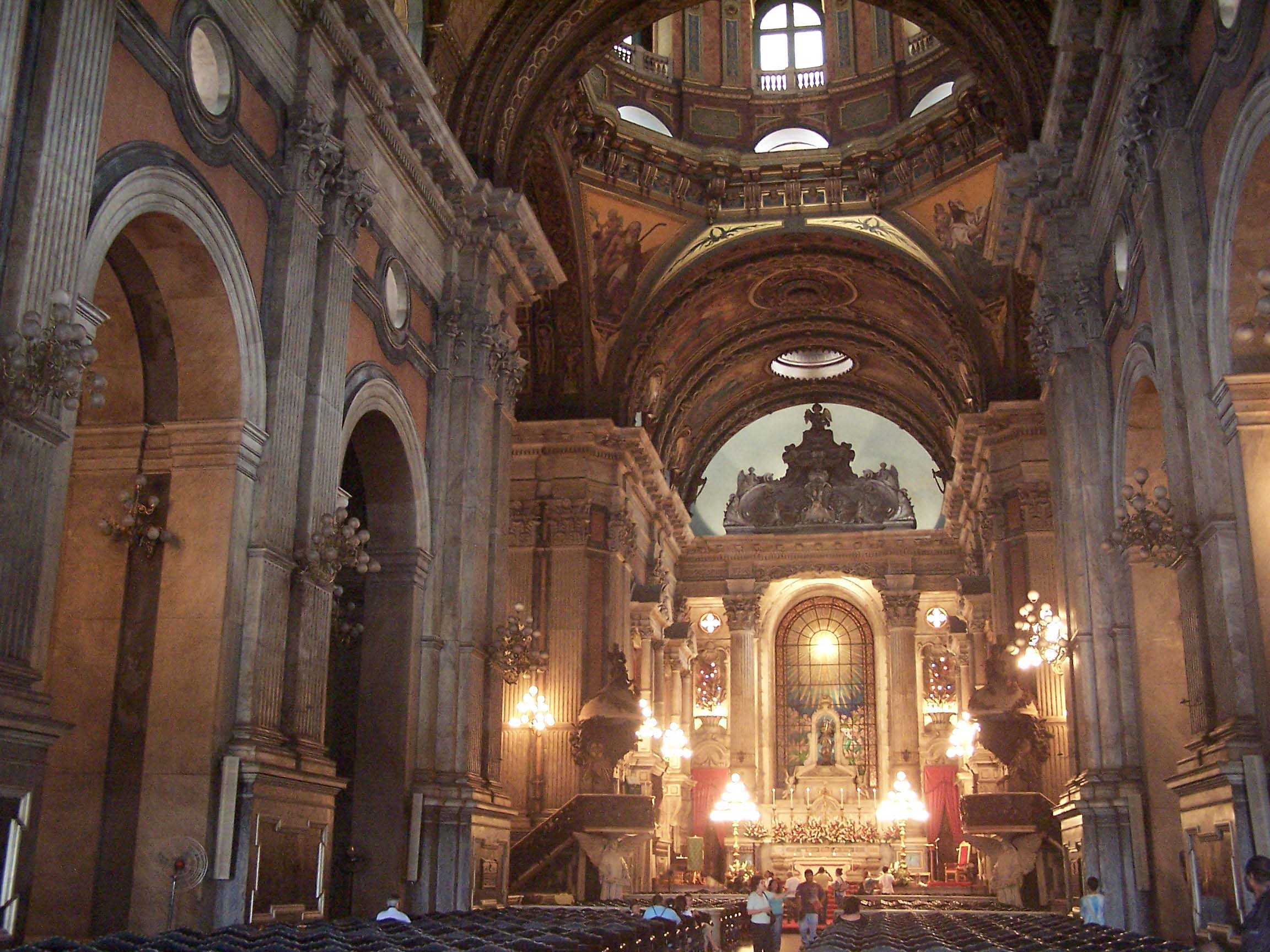

کلیسا کاندلاریا (پرتغالی: Igreja da Candelária) یک کلیسای تاریخی کاتولیک در شهر ریودو ژانیرو، برزیل است.
این کلیسا در قرن ۱۷ میلادی پایه‌گذاری شده اما تکمیل نهایی آن در سال ۱۸۷۷ میلادی بوده‌است، معماری کلیسا کاندلاریا ترکیبی از نمای معماری باروک به‌همراه معماری نئورونسانس و معماری نئوکلاسیک می‌باشد.

## نگارخانه

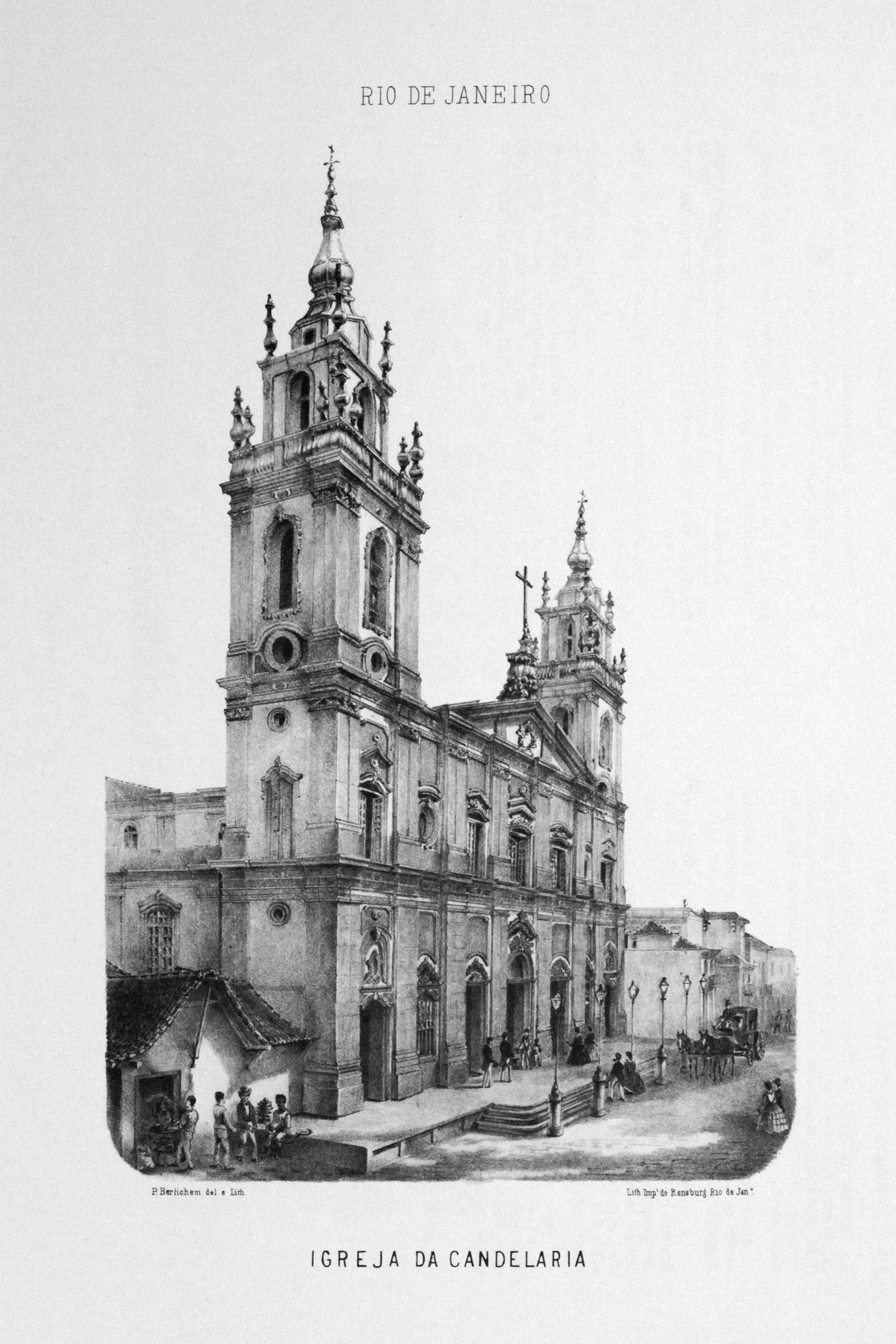
کلیسای کاندلاریا در سال ۱۸۵۶
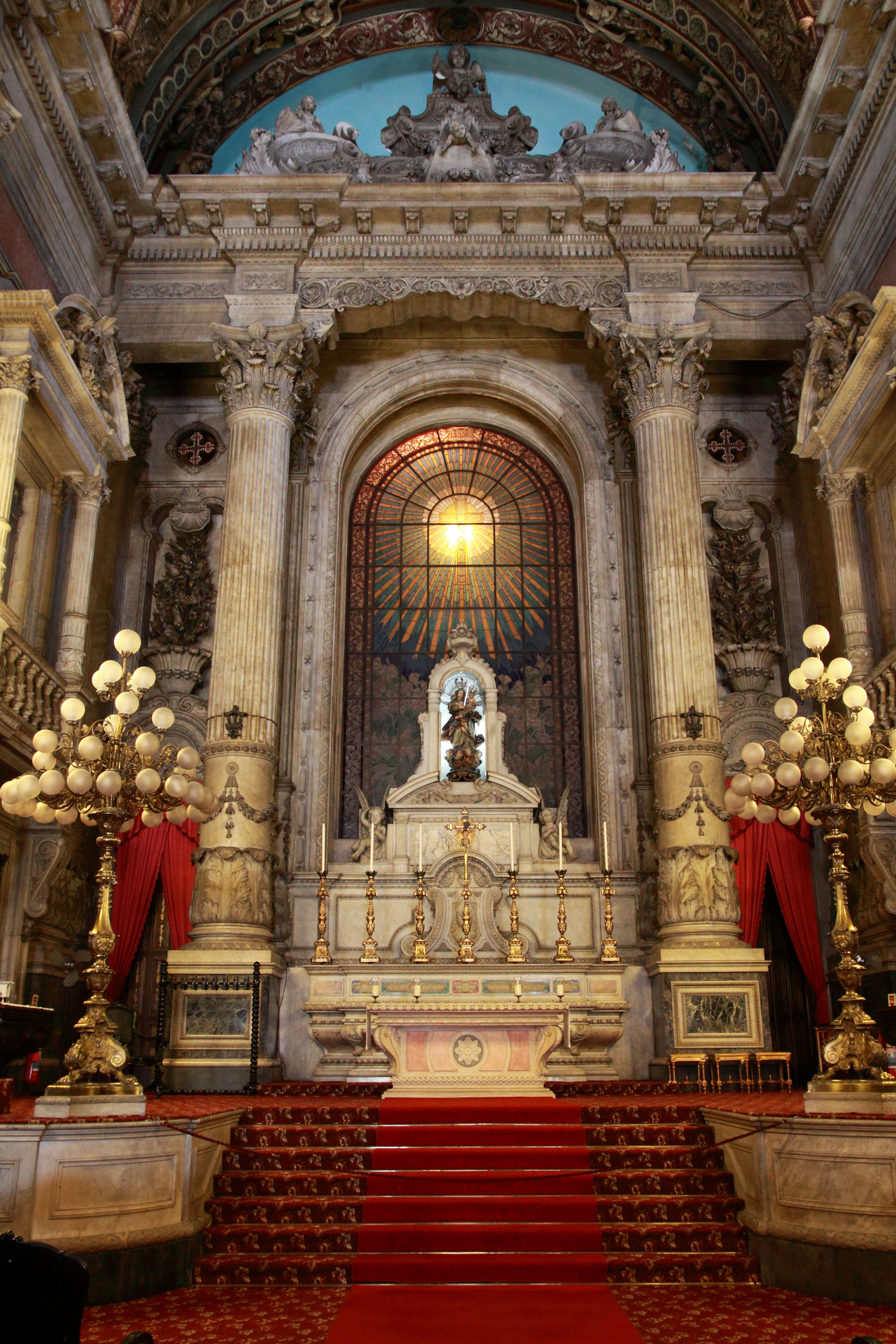
محراب
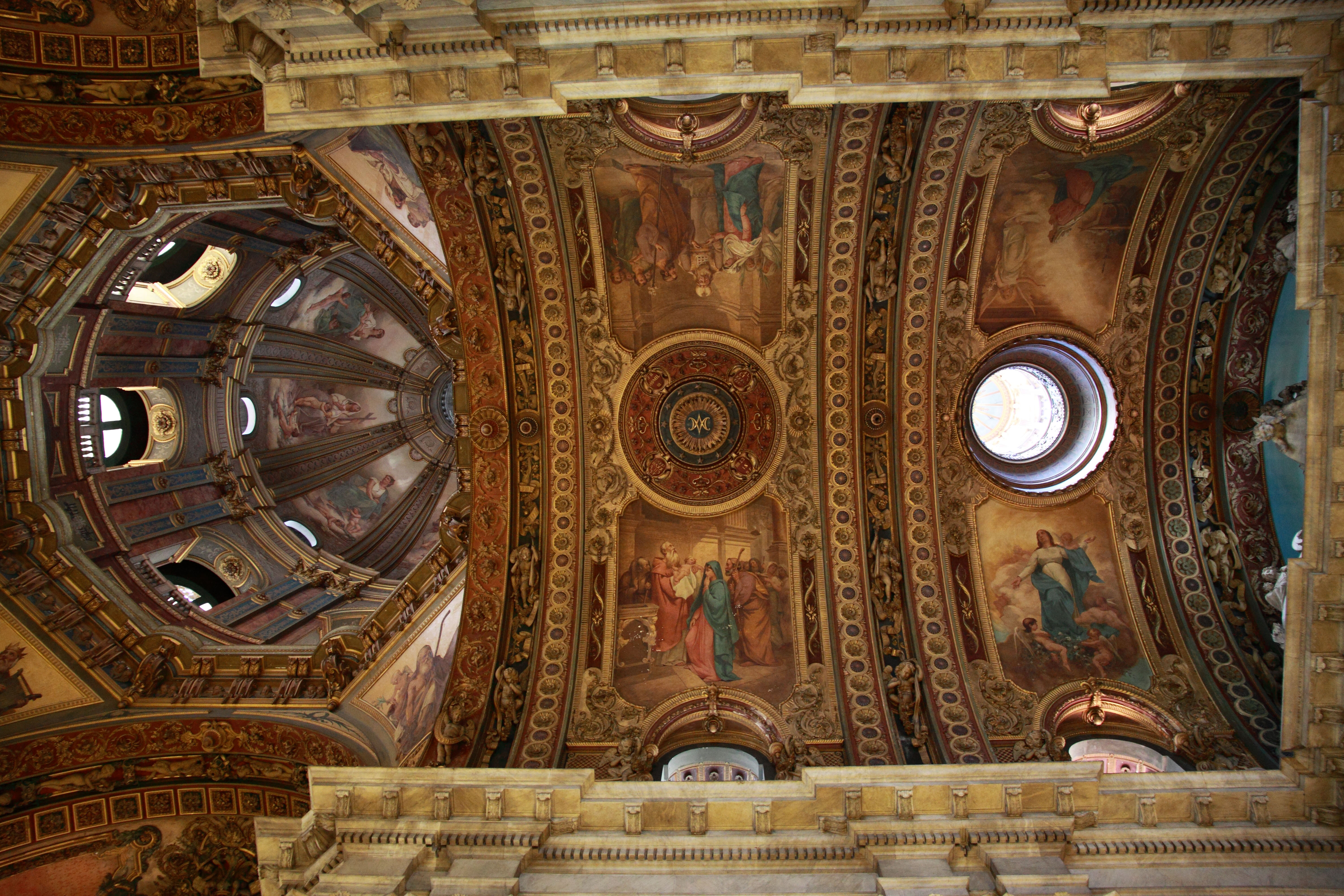
سقف محراب و گنبد
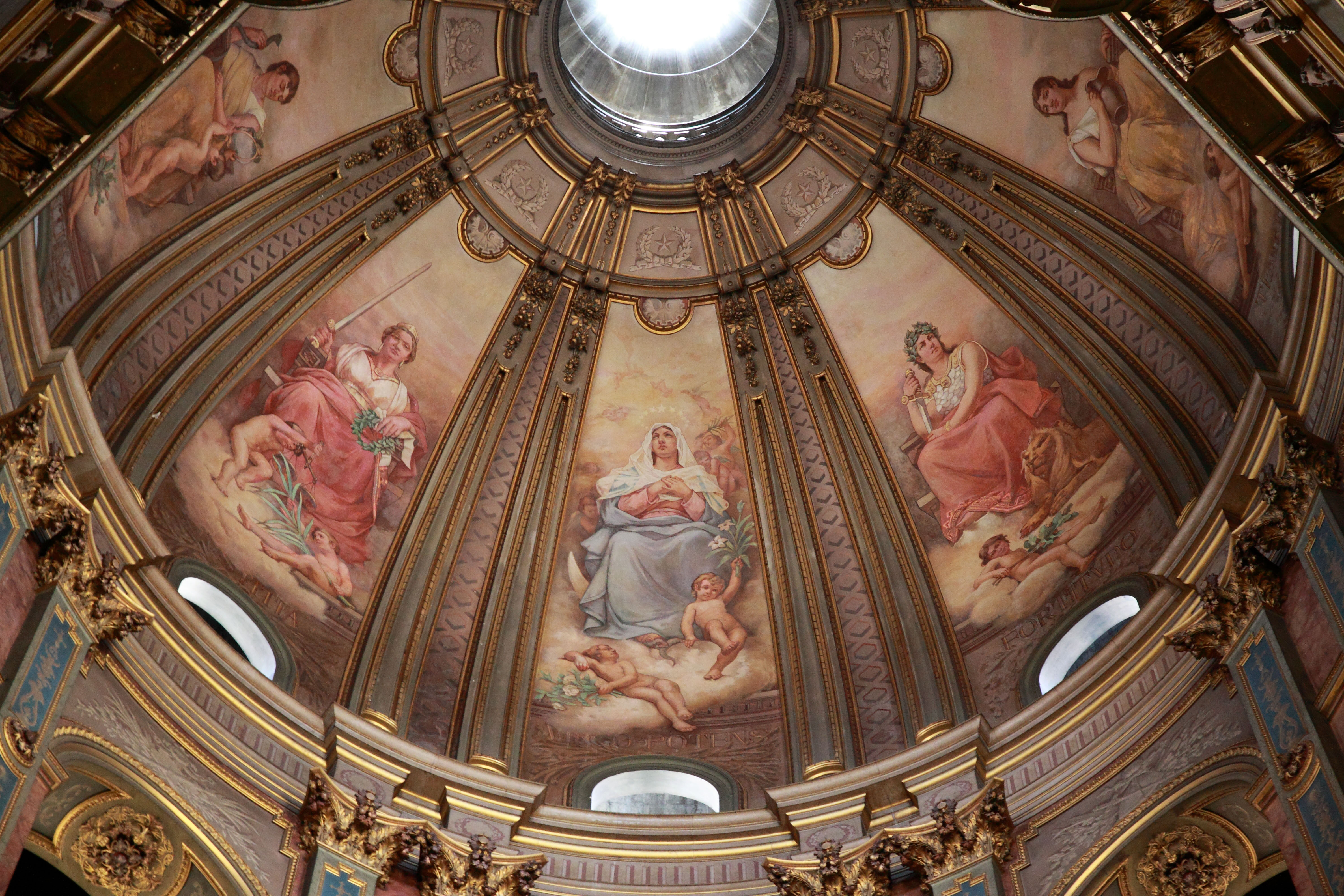
گنبد
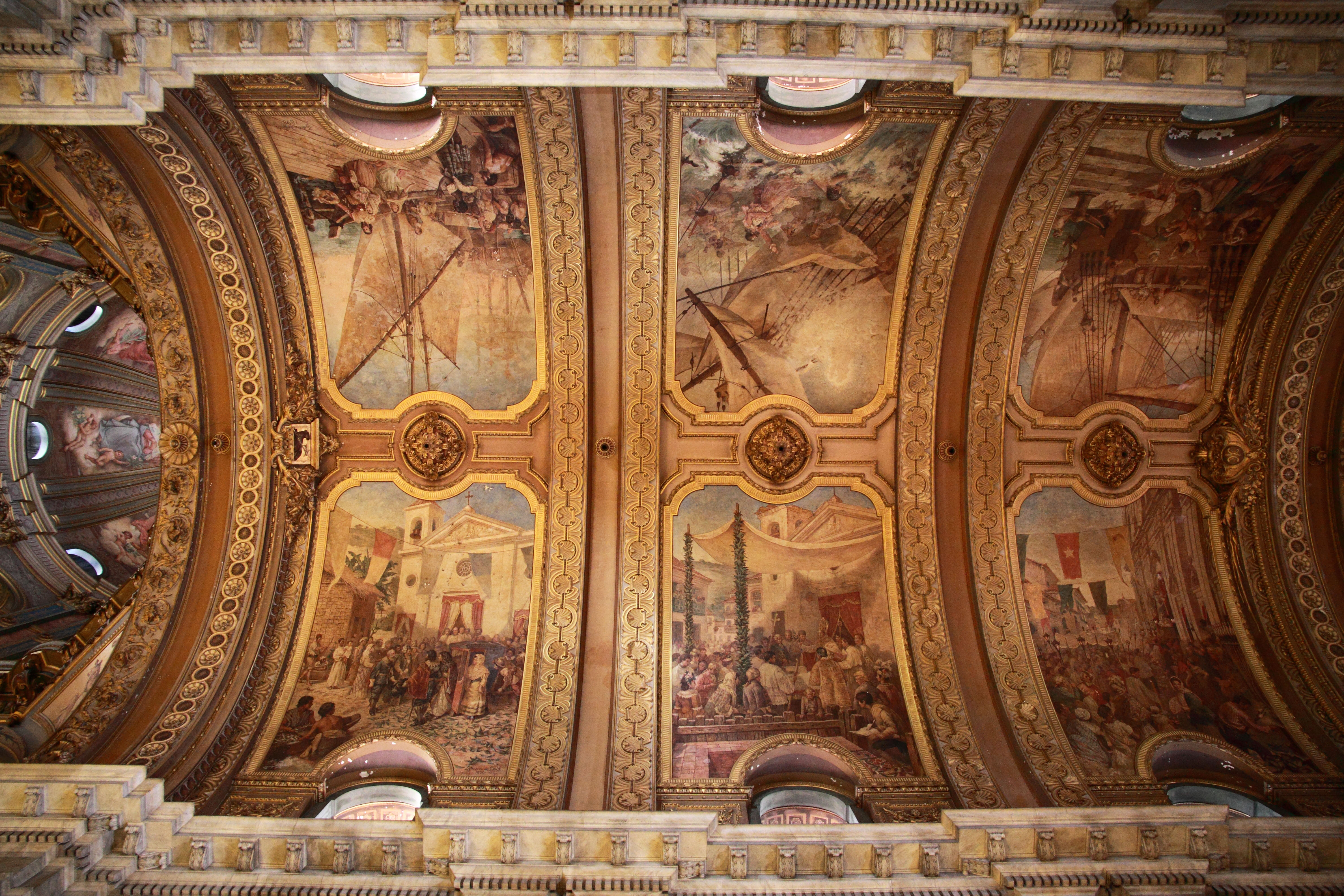
سقف کلیسا
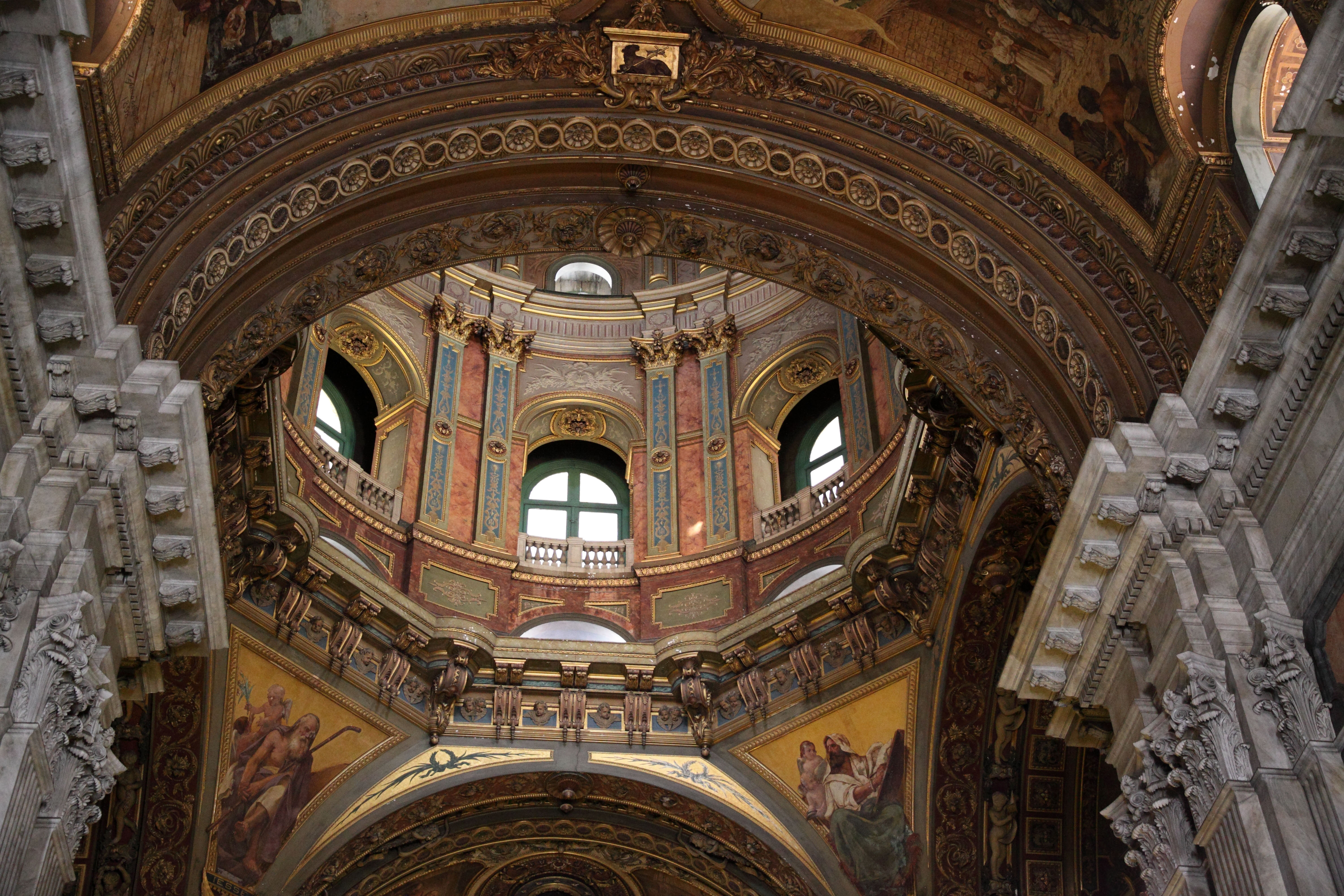
طاق شبستان
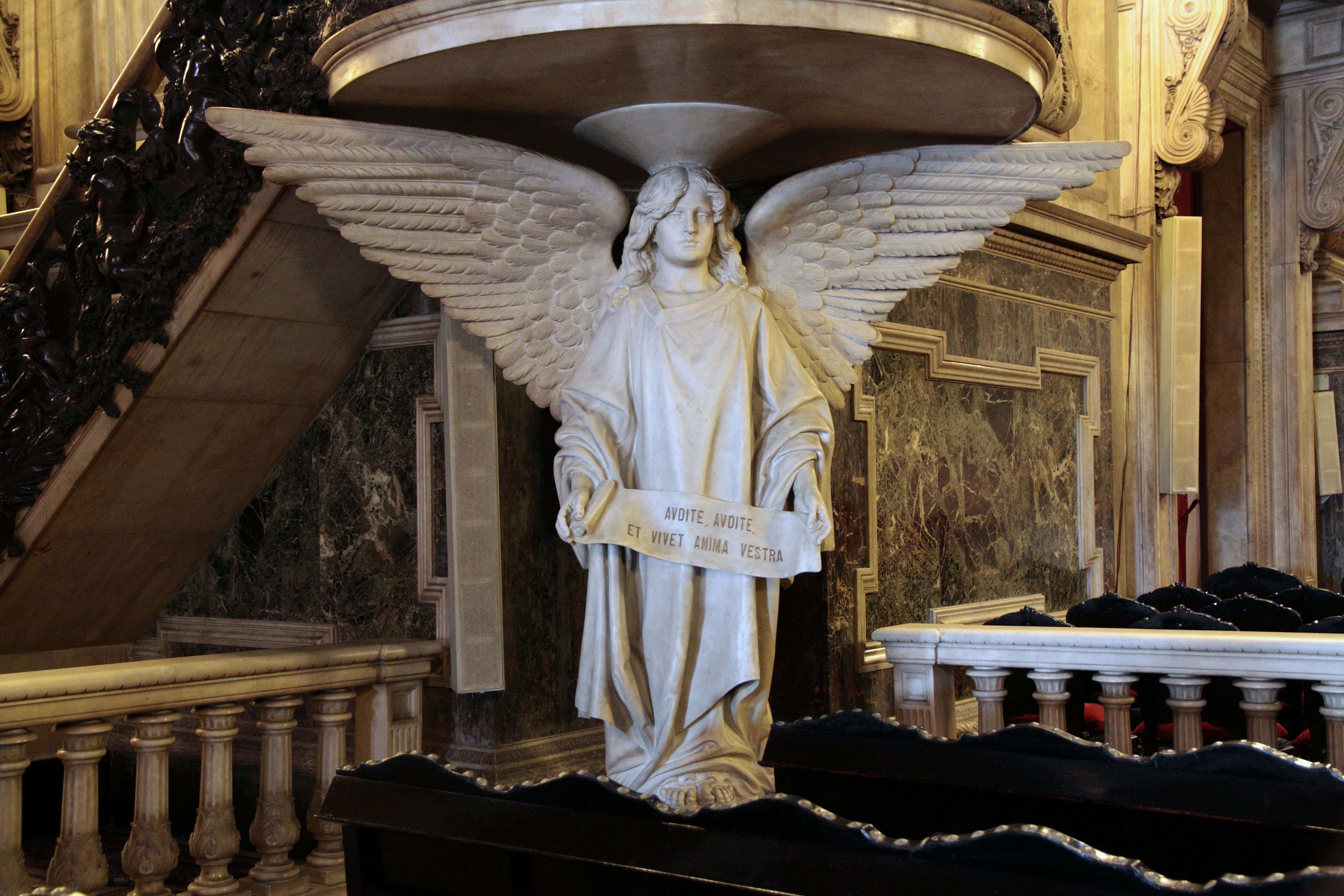
فرشته زیر منبر
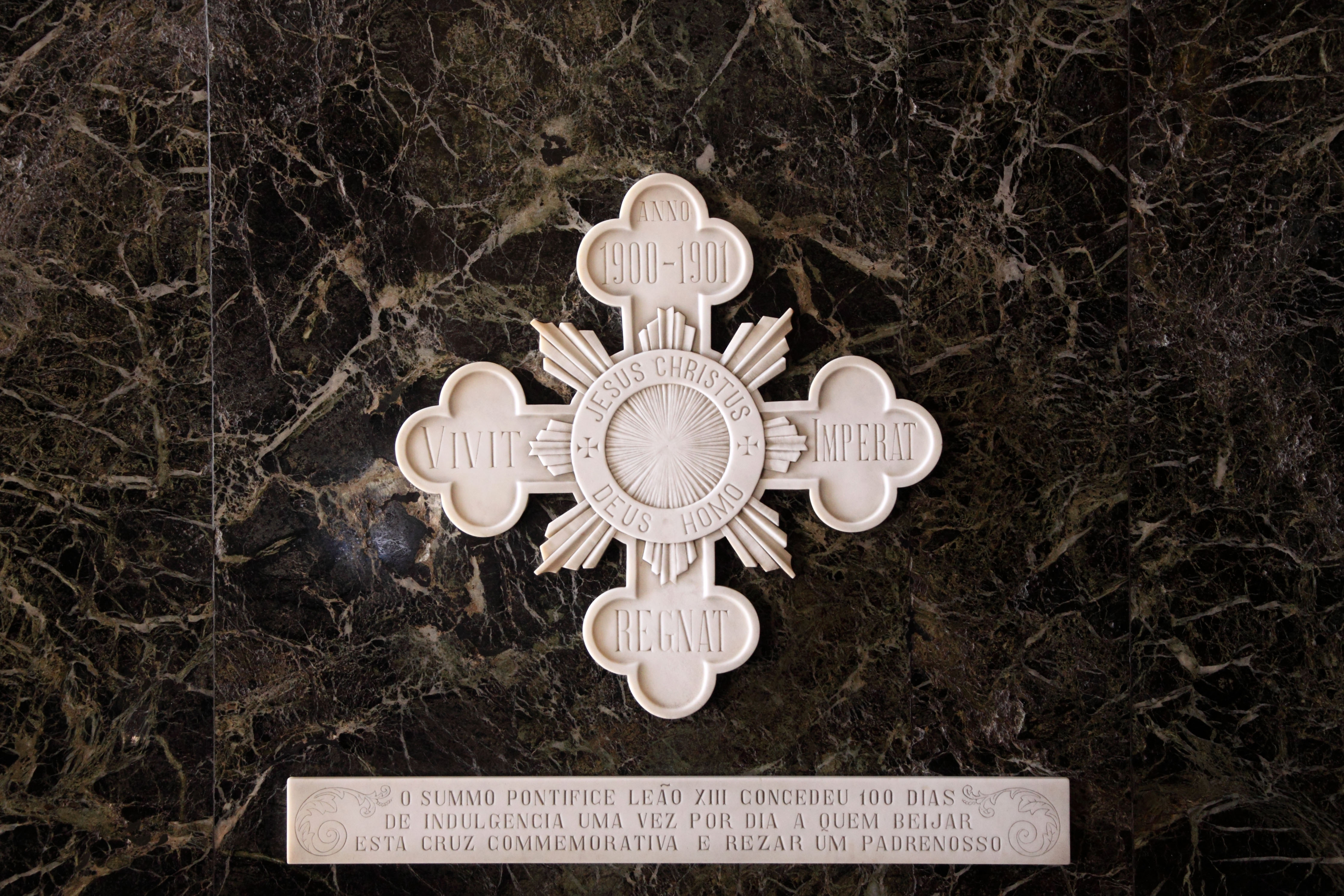
صلیب
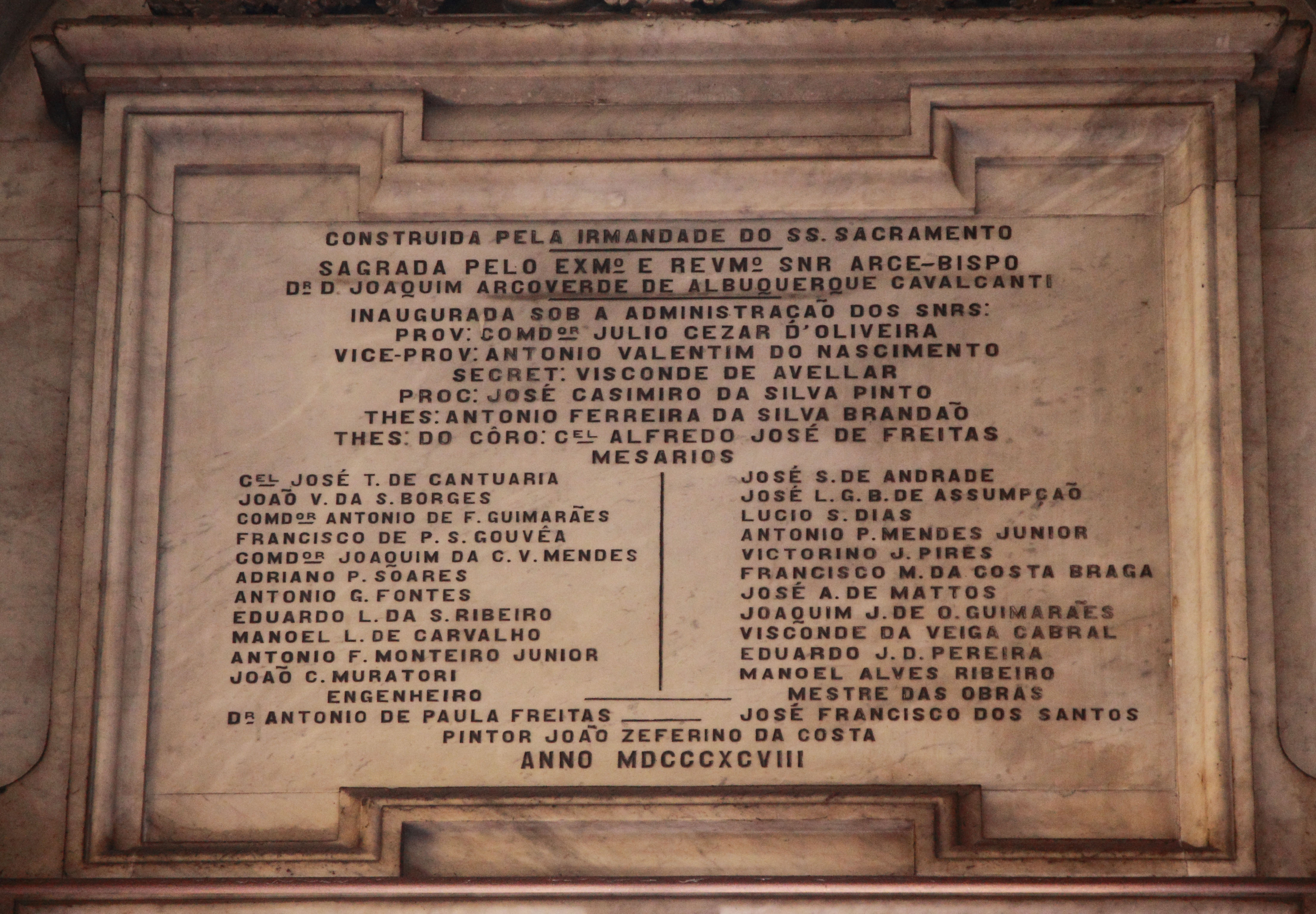
پلاک
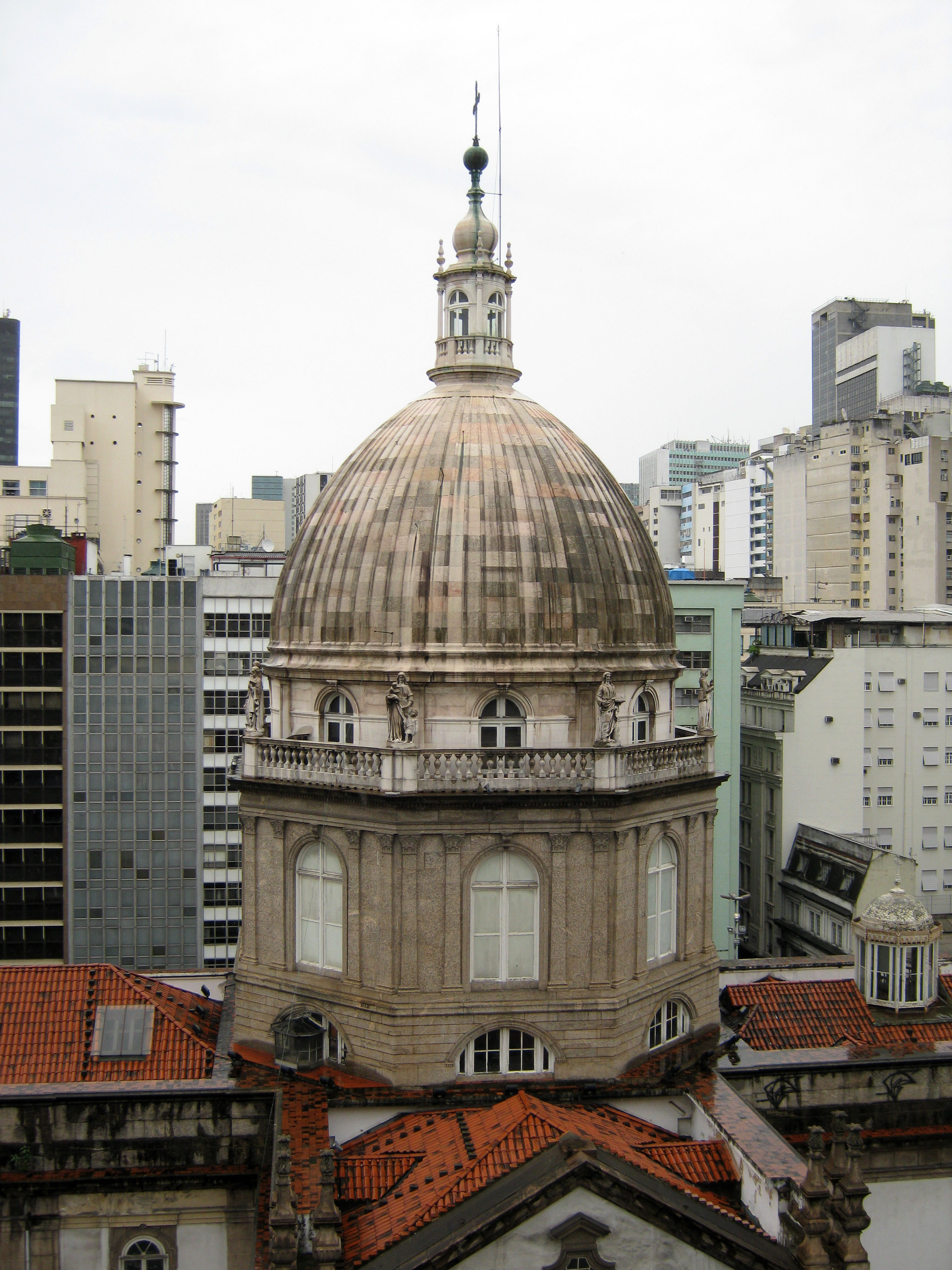
نمای خارجی گنبد.
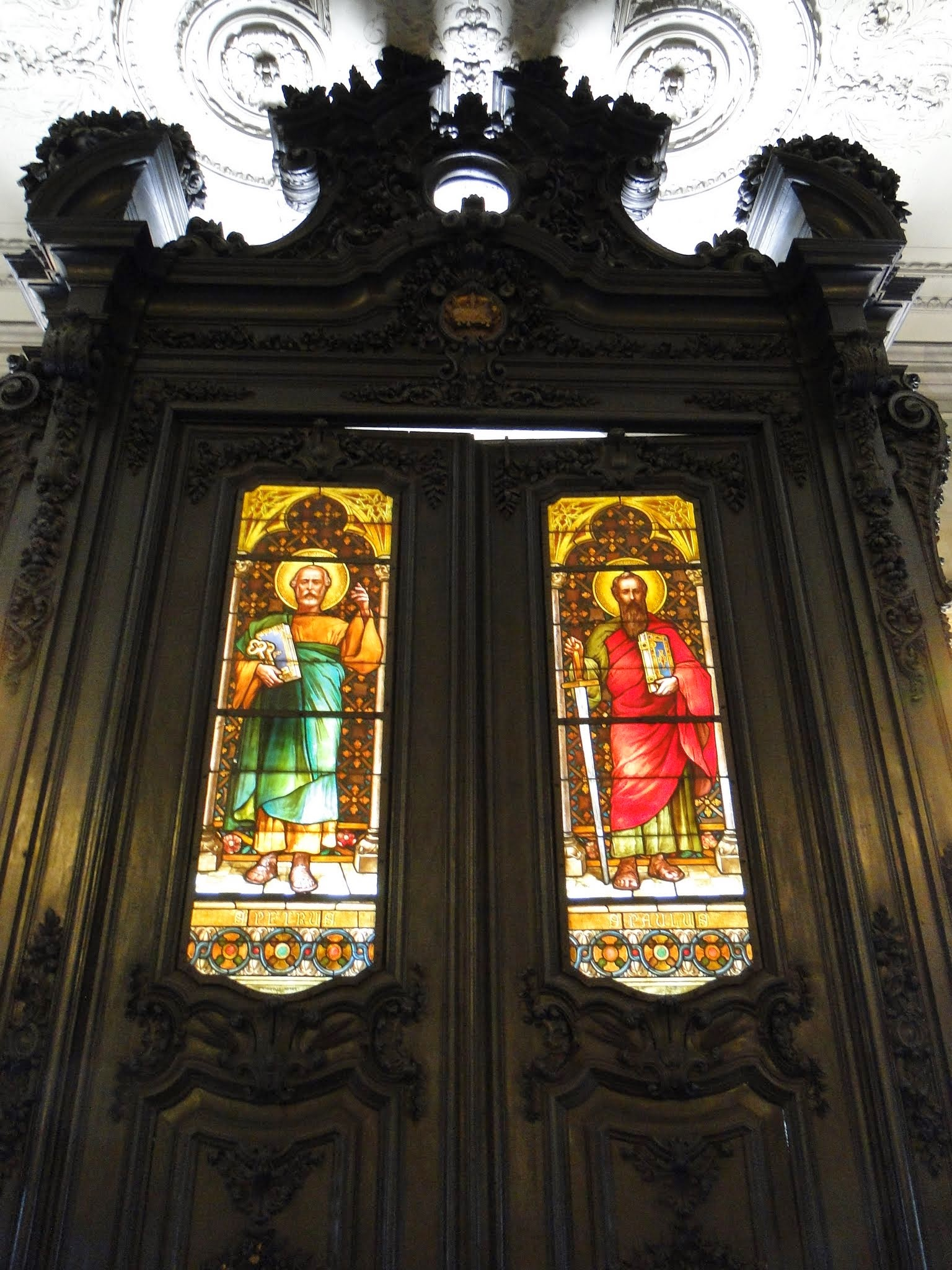
درهای قدیمی و عتیقه